# Václav Mašek
Václav Mašek   (Praga, 21 de març de 1941) és un exfutbolista txec de la dècada de 1960.
Fou 16 cops internacional amb la selecció txecoslovaca amb la qual participà en la Copa del Món de Futbol de 1962.
Pel que fa a clubs, defensà els colors de l'Sparta Praga.